# Ioana Diaconescu
Ioana Diaconescu (n. 21 iulie 1947, București, România) este o poetă contemporană, traducătoare, publicistă, jurnalistă media, cercetătoare de istorie recentă. Este membră a Uniunii Scriitorilor din 1971.

## Biografie
S-a născut la 21 iulie 1947 din părinții Ion și Justina Diaconescu (născută Vlad), ambii profesori. Mama (licențiată a Facultății de Limba și literatura italiană, avându-l ca dascăl și mentor pe Alexandru Marcu, profesor și savant italienist), născută în orașul Roman din părinții Gheorghe și Aurelia Vlad, a fost  prietenă și colegă de clasă, la școala primară și apoi la liceul din orașul Roman, cu scriitoarea Antoaneta Ralian. Tatăl, licențiat strălucit al Facultăților de Litere și Filosofie din București, cu diploma Magna cum laude înmânată de regele Mihai I, a fost studentul preferat al profesorului Nicolae Cartojan care l-a oprit ca asistent la catedra sa de istoria literaturii române vechi încă din timpul studiilor. Ion Diaconescu începe o excepțională carieră universitară, dar odată cu moartea lui Nicolae Cartojan în 1944 și instaurarea comunismului  va fi eliminat de către Ion Vitner de la catedră, epurat din învățământul universitar, arestat, apoi decăzut,  multi ani, din drepturi civile. De asemenea, mama, Justina Diaconescu, nu s-a putut angaja decât foarte târziu într-o muncă ce nu corespundea studiilor sale.  Familiei i se confiscă bunurile deci și locuința și i se repartizează o cameră (în care vor locui cei 4 membri ai ei timp de 25 de ani) într-un apartament de bloc, cu încă două familii și cu dependințele în comun.
Poeta își petrece primii ani din viață la bunicii din partea mamei, la Roman, dată fiind situația precară în care erau părinții, la București. Bunicul, Gheorghe Vlad, preot arhimandrit, director al Seminarului de preoți din Ismail, apoi al celui de la Roman, mentor și mai târziu prieten al preoților ce-i fuseseră elevi(preferații fiind Constantin Galeriu și Ioan Ivan de la Neamț), apropiat al episcopului de Roman și Huși Teofil Herineanu precum și al preotului Grigore Pișculescu (scriitorul Gala Galaction) și bunica Aurelia Vlad, cunoscută în școlile unde predase ca  un „pedagog de clasă”, i-au format primele deprinderi intelectuale, i-au influențat gândirea spirituală, formarea  ca scriitoare. În casa bunicilor de la Roman și-a scris primele poezii. Aici primește de timpuriu primele lecții de limba latină de la bunicul său și de limba franceză de la prințesa Ghica, soția prințului Alexandru Ghica. La București va începe, la îndemnul  tatălui său, studiul pianului și al coregrafiei.

### Studii și activitate profesională

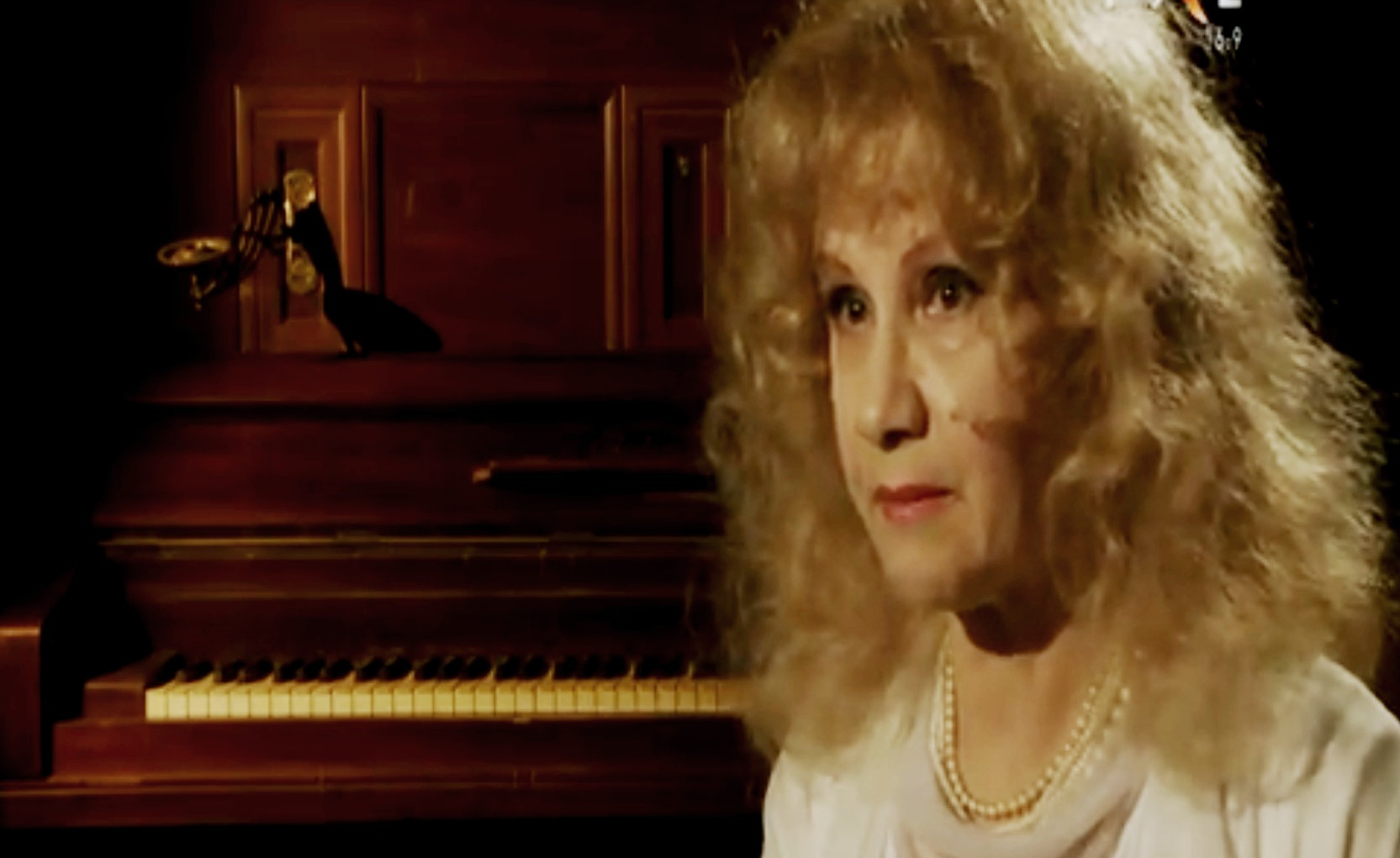
Ioana Diaconescu în interviu, emisiunea "Rezistența prin cultură"

Studii primare și medii la Liceul “Spiru Haret” din București (bacalaureatul în 1965).  
Licențiată ca studentă premiantă a Facultății de filologie, secția  română – italiană a Universității din București (1971). În timpul facultății îi are ca mentori pe Șerban Cioculescu și Vladimir Streinu ale căror cursuri și seminarii le urmează și este atrasă de cursurile strălucitei profesoare Florica Dimitrescu-Niculescu. La încheierea excepțională a studiilor va fi angajată  pe un post de bibliograf la Uniunea Scriitorilor datorită “dosarului” tatălui, fiind la rându-i “decăzută din drepturi civile”. După trei ani de la angajare, odată cu “restructurarea” instituțiilor conform noilor cerințe ale regimului ceaușist, i se desființează postul. Este reangajată cu o jumătate de salariu, “pe din două” cu un alt “pedepsit” de lege și funcționează așa până aproape de 1989 când în sfârșit își va primi salariul întreg după aproape 15 ani, având și în aceste condiții o situație materială precară. După 1989 va fi angajată ca realizator la Radio România unde va transmite zilnic emisiunea “Poezie Românească” până în anul 2000, când va concepe o altă emisiune de poezie “Curs întreg de poezie românească” când va începe să lucreze, în paralel (până în anul 2005), și se specializează ca cercetător de istorie recentă și consilier la Consiliul Național pentru Studierea Arhivelor Securității. După 2005 rămâne în cercetare în Arhivele Securității și părăsește Radio România. Activitate prodigioasă în domeniul istoriei recente cu noutăți de interes pentru istoriografia literară românească, pentru istoria României în general, atât în presa literară cât și în volume.

### Debutul literar
Ioana Diaconescu a  debutat în revista “Contemporanul” în anul 1966 cu  șase poezii  prezentate de poetul Geo Dumitrescu. Revistele literare încep să-i publice grupaje de versuri în: Luceafărul, România literară, Steaua, Convorbiri literare, Tribuna, Viața Românească, etc., colaborează cu traduceri și la Secolul 20. Debutul  editorial se produce precoce, în anul 1967 în cunoscuta colecție pentru debutanți “Luceafărul” cu volumul de versuri “Furăm trandafiri” care este primit cu entuziasm de critica literară. Prima cronică despre această carte este semnată în „Contemporanul" de către Nicolae Manolescu, urmată  de  cele ale  criticilor literari de prestigiu ai vremii, care-și reiau aceste cronici în volume publicate mai târziu, ca Alexandru Piru (“Poezia românească contemporană. 1950 – 1975”, București 1975), Gabriel Dimisianu (“Opinii literare”- 1978, București), Dan Cristea (“Faptul de a scrie”- București 1980) sau Laurențiu Ulici (în volumul „Literatura Română  contemporană – I. Promoția 70” – București 1995) etc. 
Se împrietenește cu Ileana Mălăncioiu și  Gabriela Melinescu, surori mai mari întru poezie. 

### Activitate literară în presă și mass media
Ioana Diaconescu publică poezie timp de câteva decenii, în revistele literare din țară și străinătate, în limba română și tradusă în limbile germană, engleză, italiană, georgiană, poloneză etc. Pe de altă parte, este prezentă cu eseuri, traduceri, cronici și recenzii literare (Steaua, România literară, Luceafărul) precum și cronici muzicale etc. în revistele de cultură cu o bogată și masivă activitate publicistică, iar după deschiderea Arhivelor Securității publică periodic, începând cu anul 2005, în revista „România literară” documentare ample și noi informații istorico-literare pe baza documentelor primare de arhivă. Ana Blandiana și Romulus Rusan, ca Fondatori ai Academiei Civice și ai Memorialului Sighet îi propun colaborarea la departamentul editorial. Este prezentă în emisiuni de radio cu grupaje de poeme inedite, interviuri dar și cu rubrica „Jertfa cuvântului. Document inedit” pe care a susținut-o începând cu anul 2000 până în 2013 în cadrul emisiunii “Revista literară radio” de la Radio România și pe care o continuă de atunci și în prezent la radio “Trinitas” în cadrul emisiunii „Revista culturală Trinitas”. Participă în emisiunile de  televiziune „Memorialul Durerii” și „Rezistența prin cultură” (în problema scriitorilor, cărturarilor și preoților supuși regimului concentraționar al închisorilor politice sau a celor urmăriți politic de regimul comunist). De asemenea, este prezentă frecvent în emisiunea „Ora de veghe” a televiziunii ”Nașul ”, abordând subiecte de interes în actualitate, de literatură  și de istorie recentă.

## Referințe critice

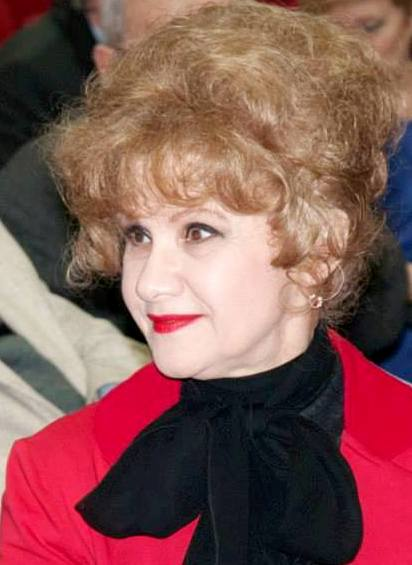
Ioana Diaconescu

### Prezența în antologii în limbi străine

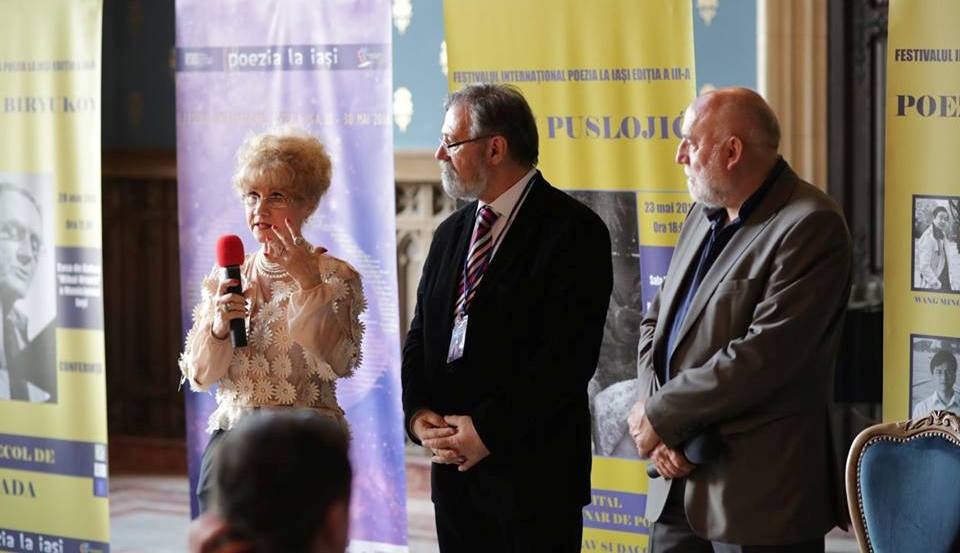
Poeta Ioana Diaconescu primind diploma și titlul de „Ambasador al Poeziei” la Festivalul Internațional „Poezia la Iași” (Editia a IV-a, 2016)

## Bibliografie (selectiv)

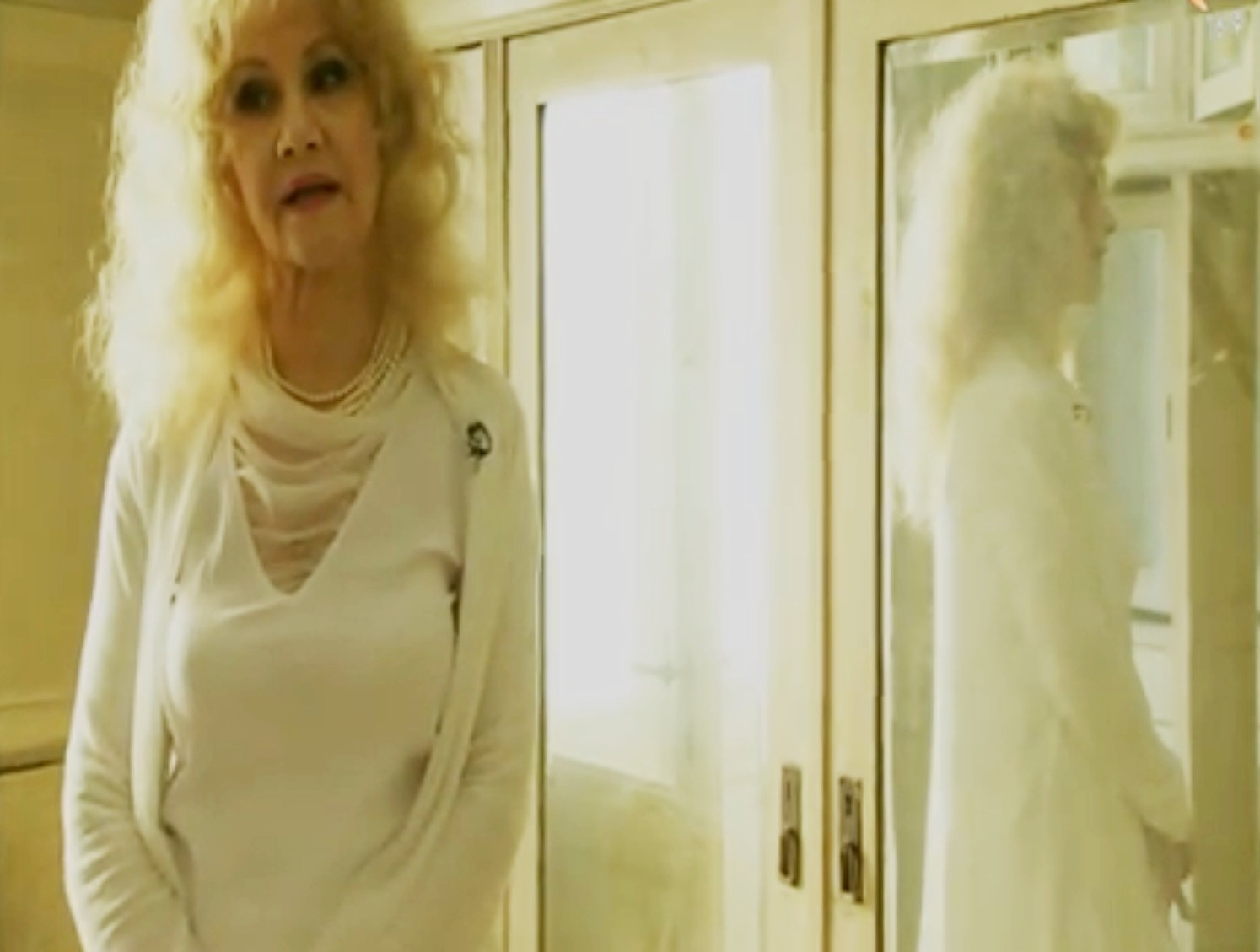
Poeta Ioana Diaconescu